# Tito Ricordi (Musikverleger, 1865)

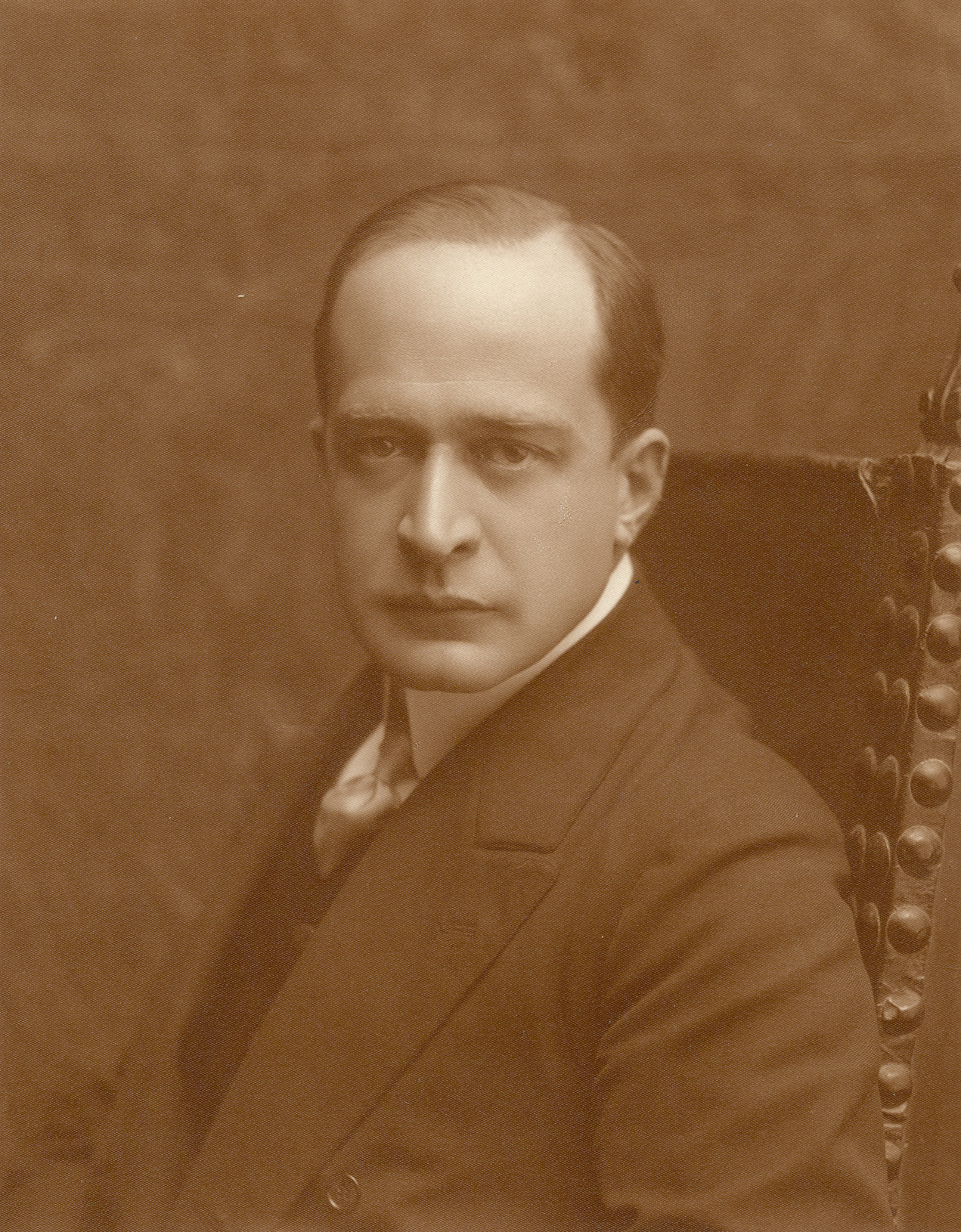
Tito Ricordi

Tito Ricordi (* 17. Mai 1865 in Mailand; † 30. März 1933 ebenda) war ein italienischer Musikverleger und der Leiter der Casa Ricordi.
Ricordi studierte auf Reisen durch Deutschland, Frankreich, England und die USA die wirtschaftliche Organisation des Theaterlebens in diesen Ländern. Nach dem Tod seines Vaters Giulio Ricordi 1912 übernahm er die Leitung der Casa Ricordi. Hier galt sein besonderes Interesse den jungen Vertretern des Musiktheaters wie Riccardo Zandonai, Italo Montemezzi und Franco Alfano. Daneben organisierte er auch internationale Tourneen. So brachte er die Oper Madama Butterfly in die USA, wo sie sechs Monate lang gespielt wurde, und organisierte erfolgreiche Reisen Giacomo Puccinis nach Buenos Aires und New York. 1919 gab er die Leitung des Verlages an Carlo Clausetti ab.

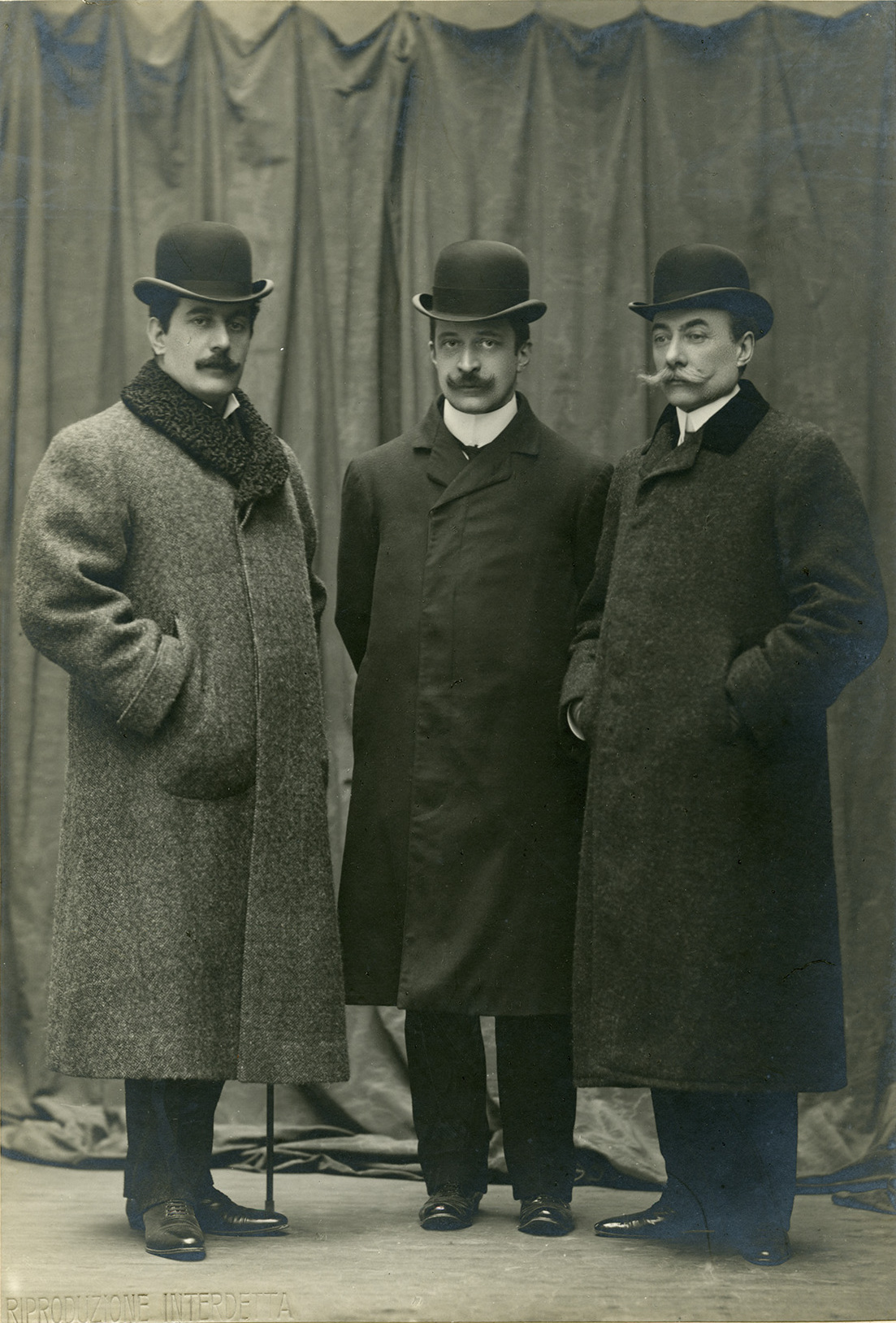
Tito II Ricordi mit Giacomo Puccini und André Charles Messager